# 辻横由佳
辻横 由佳（つじよこ ゆか、旧姓 馬場（ばんば））は、ゲーム音楽などを手がける作曲家。

## 人物
京都府宇治市出身、大阪電気通信大学短期大学部卒業。
任天堂のセカンドパーティーであるインテリジェントシステムズに勤務していたが、2000年に退職。現在はフリーの作曲家として活動を行っている。
2008年12月1日に任天堂公式ホームページ内にある『ファイアーエムブレムワールド』のコンテンツ「ファイアーエムブレム・サウンドミュージアム」において歴代FEシリーズ曲のコメントを述べていた。

## 主な作曲担当作品

### ゲーム
- ファイアーエムブレムシリーズ ※第1作『暗黒竜と光の剣』から最新作まで全作品に関わっている唯一のスタッフでもある。
  - ファイアーエムブレム 暗黒竜と光の剣[1]（馬場由佳名義。田中宏和と共同[2][注 1]）
    - このゲームが初出典、およびCMなどで有名な『ファイアーエムブレムのテーマ』は、辻横由佳作品であることが判明している[3]。

  - ファイアーエムブレム外伝[1]
  - ファイアーエムブレム 紋章の謎[1]
  - ファイアーエムブレム 聖戦の系譜[1]
  - BSファイアーエムブレム アカネイア戦記編[4]
  - ファイアーエムブレム トラキア776[1]（サウンドクリエイト）
  - ファイアーエムブレム 封印の剣[1]
  - ファイアーエムブレム 烈火の剣[1]
  - ファイアーエムブレム 聖魔の光石（音楽監修と演出[5]）
  - ファイアーエムブレム 蒼炎の軌跡（一部の曲の作曲）
  - ファイアーエムブレム 暁の女神（音楽監修）
  - ファイアーエムブレム 新・暗黒竜と光の剣（音楽ディレクター）
  - ファイアーエムブレム 新・紋章の謎 〜光と影の英雄〜（サウンド監修）
  - ファイアーエムブレム 覚醒（サウンド監修・一部のマップ曲の作曲）
  - ファイアーエムブレムif（サウンド監修）
  - ファイアーエムブレム ヒーローズ（サウンド監修・テーマソング作曲）
  - ファイアーエムブレム Echoes もうひとりの英雄王（サウンド監修）
- バックギャモン
- スペースバズーカ
- メタルコンバット
- ヨッシーのパネポン（SFC版ミュージックアシスタントコンポーサー、GB版ミュージックコンポーサー）
- スーパーファミコンウォーズ（サウンドアシスト）
- マリオストーリー
- 大好きテディ
- きせっこぐるみぃ チェスティとぬいぐるみたちの魔法の冒険
- ペーパーマリオRPG
- わがまま☆フェアリー ミルモでポン! ～対戦まほうだま ～
- コロッケ!Great 時空の冒険者
- 大乱闘スマッシュブラザーズX：一部の曲の編曲
- 大乱闘スマッシュブラザーズ for Wii U:一部の曲の編曲[6]
- ポケモンピクロス（サウンド）
- RPGツクール フェス
- ピクロスS
  - ピクロスS2
  - ピクロスS3
  - ピクロスS4
  - ピクロスS5
  - ピクロスS6
  - ピクロスS7
  - ピクロスX:ピクビッツVSウツボロス
- 大乱闘スマッシュブラザーズ SPECIAL：一部の曲の編曲
- 盾の勇者の成り上がり Relive The Animation

### CD

#### ファイアーエムブレムシリーズ
- ポニーキャニオン / サイトロン・デジタルコンテンツ
  - 「ファイアーエムブレム -G.S.M. NINTENDO 3-」
  - 「ファイアーエムブレム 紋章の謎 サウンドメモリアム」
- 日本コロムビア「ゲームミュージック ファイアーエムブレム キャラクター・テーマ集」馬場由佳名義）
- 徳間ジャパンコミュニケーションズ
  - 「ファイアーエムブレム トラキア776 オリジナル・サウンドトラック[7]」
  - 「ファイアーエムブレム 聖戦の系譜 ゲームミュージックサウンドトラック」
- NTT出版 / ポリスター「ファイアーエムブレム 聖戦の系譜 オリジナル・サウンド・ヴァージョン」
- テイチクエンタテインメント 「ファイアーエムブレム トラキア776 リアレンジ・サウンドトラック[7]」
- 東芝EMI「ファイアーエムブレム 封印の剣 オリジナル・サウンドトラック」（IS・辻横由佳名義）
- アニプレックス「ファイアーエムブレム 新・暗黒竜と光の剣 オリジナル・サウンドトラック」

##### シングルCD
- 徳間ジャパンコミュニケーションズ ファイアーエムブレム トラキア776 イメージテーマ曲「Blow'in in the wind」（作詞・大谷幸と共作曲）[7]

##### ベスト・アルバム
- FIRE EMBLEM THE BEST - THE BEST1に『暗黒竜と光の剣』と『外伝』、THE BEST2に『紋章の謎』と『聖戦の系譜』を収録。

#### その他のCD
- 東芝EMI TOY MUSIC 2 FIRE EMBLEM - 『暗黒竜と光の剣』と『ファミコン探偵倶楽部PartII うしろに立つ少女』『ふぁみこんむかし話 遊遊記』合同アレンジアルバム。
- ケイエスエス ファイアーエムブレム 紋章の謎 アニメーション・サウンド・トラック - 『オリジナルビデオアニメ ファイアーエムブレム 紋章の謎』サウンドトラック。神津裕之がアレンジしている。
- 集英社 ファイアーエムブレムキャラクターズ 封印の剣＆烈火の剣 - 書籍であるが付録音楽CDが同梱。

### 譜面
- ファイアーエムブレム 紋章の謎 楽しいバイエル併用（ドレミ楽譜出版社）
1994年11月発行 ISBN 4-8108-2642-2
採譜アレンジ：丹羽あさ子
- ファイアーエムブレム 聖戦の系譜 楽しいバイエル併用（ドレミ楽譜出版社）
1997年6月発行 ISBN 4-8108-2715-1
採譜アレンジ：丹羽あさ子

### その他
- ファイアーエムブレム0 - 第2弾スターターデッキ「白夜篇」「暗夜篇」のダウンロード番号記載シート『ファイアーエムブレム25周年 歴代主人公』『ファイアーエムブレム25周年　歴代ヒロイン』のBGM[8]

## その他の出演
- 20th Anniversary ファイアーエムブレム大全（2010年6月30日、小学館、スペシャルインタビュー）ISBN 4091064671
- -愛と勇気の25周年記念- ファイアーエムブレム祭（2015年7月24日～25日[9]）
- メイキングオブブァイアーエムブレム　開発秘話で綴る25周年　覚醒そしてif（徳間書店、2015年11月28日、インタビュー[10]）